# UN-Schutzzone
Der Begriff UN-Schutzzone hat in der deutschsprachigen Berichterstattung über die Jugoslawienkriege 1991 bis 1995 unterschiedliche Bedeutungen. Zunächst wurde er als Übersetzung für die englischsprachige Bezeichnung „United Nations Protected Areas“ (UNPAs) in Kroatien verwendet, später auch für die „safe areas“ in Bosnien und Herzegowina, die aufgrund verschiedener Resolutionen des UN-Sicherheitsrats eingerichtet wurden. Seltener werden auch die Bezeichnungen „geschützte Zone“ und „Sicherheitszone“ verwendet.

## Schutzzonen der Vereinten Nationen (UNPAs)
Am 21. Februar 1992 hatte der UN-Sicherheitsrat mit der Resolution 743 den Einsatz von Friedenstruppen beschlossen, die ab März 1992 in den umstrittenen Gebieten Kroatiens stationiert wurden. Nach langen Auseinandersetzungen über Aufgaben und Stationierungsorte der „Blauhelme“ einigte man sich im Frühjahr 1992 darauf, Schutzzonen zu schaffen. Diese waren für Ostslawonien, Westslawonien und in der Krajina vereinbart; in der UN-Praxis wurden später die „Sektoren Ost, Nord, Süd und West“ unterschieden. Das Mandat der UN-Truppen war von einem Waffenstillstand abhängig, also eine sogenannte friedenserhaltende Mission, nicht friedenserzwingende Mission. Die jugoslawische Bundesarmee sollte sich aus den Schutzzonen zurückziehen. Paramilitärische Truppen sollten entwaffnet werden und die Blauhelme sollten für die Sicherheit der Bevölkerung sorgen. Der Einsatz wurde von dem indischen General Satish Nambiar geleitet. Neben den UN-Truppen war nur leichtbewaffnete Polizei zugelassen. Die Interpretation des Begriffs „paramilitärische Truppen“ blieb umstritten. Letztlich gelang es vor allem im „Sektor Ost“ nicht, den Einfluss der serbischen Milizen zu verringern. Von kroatischer Seite wurden die Vereinbarungen über die UNPAs Ende Januar 1993 gebrochen. Damals drangen Truppen der Kroatischen Armee in den UNPA-Sektor Süd und in benachbarte so genannte „pink zones“ ein, um die die mehrheitlich serbisch bewohnten UN-Schutzzonen zwischenzeitlich erweitert worden waren.

## „Safe areas“
Als sich auch in Bosnien und Herzegowina die Auseinandersetzungen zu einem Krieg ausgeweitet hatten (siehe Bosnienkrieg), wurde das UNPROFOR-Hauptquartier von Sarajevo nach Zagreb verlegt (Mai 1992). Im gleichen Monat bat der damalige Präsident der Republik Bosnien und Herzegowina, Alija Izetbegović, die UN um militärischen Beistand. Zunächst konnten Vereinbarungen mit den Kriegsparteien getroffen werden, nach denen Anfang Juli 1992 um den Flughafen Sarajevo eine Sicherheitszone eingerichtet wurde. Dort und in der Stadt Sarajevo selbst wurden UNPROFOR-Beobachter stationiert und schwere Waffen unter deren Kontrolle gestellt. Der Flughafen konnte daraufhin wieder für Hilfstransporte benutzt werden. In späteren UN-Resolutionen wurde das UNPROFOR-Mandat ausgeweitet auf die Sicherung von Hilfstransporten, die Überwachung eines Flugverbots und die Überwachung der Grenzen bezüglich der Einhaltung der Embargoregeln. Die Erfüllung dieser Aufgaben gelang jedoch nur teilweise.
Im Herbst 1992 kam es in Ostbosnien zunehmend zu Kämpfen mit hohen Verlusten auch unter der Zivilbevölkerung und zur starken Behinderung von humanitären Maßnahmen. Bosnische Streitkräfte unter Führung von Naser Orić überfielen mindestens 50 serbische Gemeinden und richteten massive Zerstörungen an. Zahlreiche serbische Zivilisten wurden vertrieben oder ermordet, unter anderem in der Polizeistation von Srebrenica, das in diesem Zeitraum von bosnisch-muslimischen Truppen kontrolliert wurde. Serbische Streitkräfte griffen die Stadt an, in die sich Tausende von Bosniaken geflüchtet hatten, die kaum versorgt werden konnten. In der Resolution 819 des UN-Sicherheitsrats vom 16. April 1993 wurde Srebrenica und seine Umgebung zur „safe area“ erklärt. Am 21. April war die Stadt entmilitarisiert, d. h. Waffen, Munition und anderes Material waren von UNPROFOR-Einheiten beschlagnahmt worden. Dies konnte gelingen, weil die Zustimmung der Führung der bosnischen Serben vorlag, die auf die Entwaffnung der bosnischen Muslime und die Übergabe der Stadt gehofft hatten.
Für die am 7. Mai 1993 in der UN-Resolution 824 angekündigten weiteren „safe areas“ zum Schutz der Bevölkerung und der Flüchtlinge in Bihać, Goražde, Sarajevo, Tuzla und Žepa war jedoch kein ausreichender militärischer Schutz durch UNPROFOR-Einheiten gewährleistet. Dazu hätten diese Einheiten personell und ausrüstungsmäßig drastisch verstärkt werden müssen. Dies scheiterte an der mangelnden Bereitschaft der UN-Mitglieder, die hierfür angeforderten zusätzlichen 34000 Mann Bodentruppen aufzubringen. Stattdessen griff die NATO ab 1994 vermehrt auf taktische Luftschläge zur Durchsetzung der UN-Resolutionen zurück (Operation Deny Flight). Zusätzlich wurden um die Schutzzonen Ausschlusszonen für schwere Waffen (Panzer und Artillerie) erklärt und diese an Sammelpunkten unter Kontrolle der UNPROFOR gestellt.
Trotz dieser Maßnahmen kam es immer wieder zur Behinderung von Hilfstransporten, zu Angriffen auf die Schutzzonen sowie zu Angriffen auf und Geiselnahmen von UN-Soldaten (vgl. Bosnienkrieg). Als katastrophales Versagen des UN-Engagements, besonders des Konzepts der Schutzzonen, gilt der Genozid von Srebrenica im Juli 1995, der unter den Augen niederländischer Blauhelm-Soldaten der Einheit Dutchbat stattfand.